# شهرستان واشو (نوادا)
شهرستان واشو (به انگلیسی: Washoe County) یکی از شهرستان‌های ایالت نوادا در ایالات متحدهٔ آمریکاست. بر طبق سرشماری سال ۲۰۱۳، جمعیت این شهرستان ۴۳۳٬۷۳۱ نفر بوده‌است.
این شهرستان در سال ۱۸۶۱ ساخته شده و جزء یکی از ۹ شهرستان اصلی منطقهٔ نوادا بوده‌است. همچنین، مساحت آن معادل ۱۷٬۹۶۷ کیلومتر مربع است که از این مقدار، ۳٫۲٪ آن پهنه‌های آبی و مابقی زمین می‌باشد.

## پیوند
- وب‌گاه رسمی